# Radziecko-niemiecka umowa handlowa (1939)

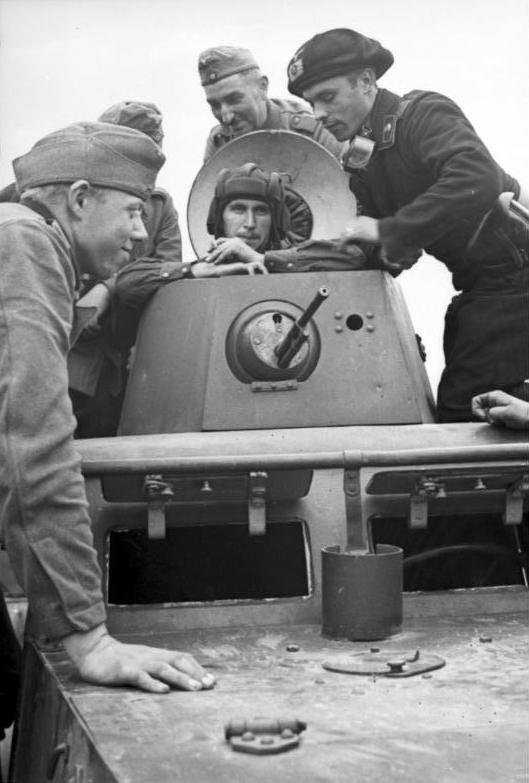
Spotkanie niemieckich i sowieckich żołnierzy w Brześciu 20 września 1939

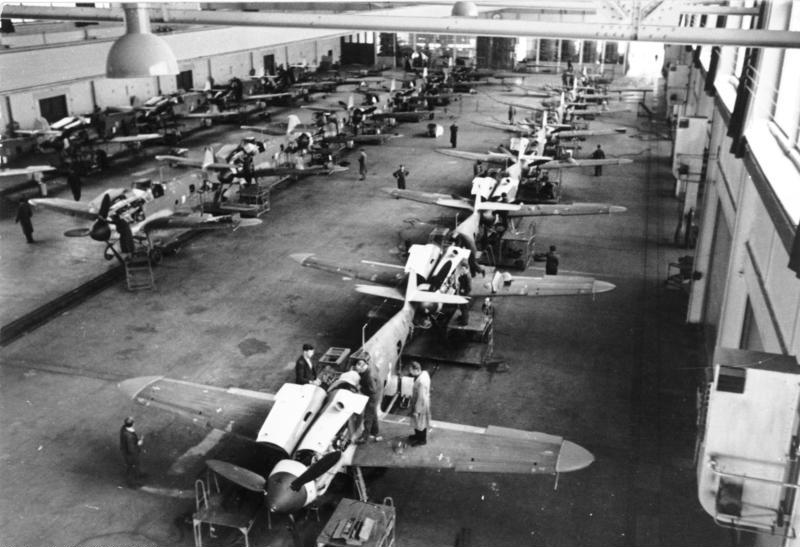
Produkcja Messerschmittów Me-109

Radziecko-niemiecka umowa handlowa z 1939 r. – porozumienie dotyczące wymiany handlowej pomiędzy Związkiem Socjalistycznych Republik Radzieckich i III Rzeszą. Podpisane 19 sierpnia 1939 roku w Berlinie jako umowa kompensacyjno-kredytowa, kilka dni przed zawarciem Paktu Ribbentrop-Mołotow. Obejmowała dostarczenie Niemcom przez stronę radziecką surowców w zamian za broń, technologię wojskową oraz urządzenia techniczne. Była negocjowana przez ministrów spraw zagranicznych obu państw – Joachima von Ribbentropa i Wiaczesława Mołotowa.

## Wzajemne zobowiązania gospodarcze wynikające z umowy
Umowa obligowała ZSRR do przekazania III Rzeszy surowców i materiałów na sumę 180 milionów reichsmarek, a Niemców do przekazania Rosji wyrobów przemysłowych na sumę 120 milionów reichsmarek. Niemcy gwarantowały także Związkowi Radzieckiemu kredyt wynoszący 200 milionów reichsmarek na ponad 7 lat, przy oprocentowaniu 5% w stosunku rocznym, finansowany w całości przez niemieckie banki. Miał on zostać wykorzystany przez Rosję do finansowania zakupów niemieckich technologii. Dodatkowo był w 100% gwarantowany przez niemiecki rząd z 5% prowizją. Tajny załącznik do umowy zaznaczał, że niemiecki rząd zrefunduje 0,5% prowizji. Termin udzielenia tej pożyczki również był udzielany na zasadach preferencyjnych o 1,5 do 2 p.p. niższy w porównaniu z innymi liniami kredytowymi udzielanymi w latach 20. oraz początku lat 30.

## Zacieśnienie współpracy po inwazji na Polskę
Tydzień po zawarciu Paktu Ribbentrop-Mołotow rozpoczął się rozbiór Polski w wyniku niemieckiej inwazji na Polskę. Brytyjskie Ministerstwo Gospodarki niezwłocznie rozpoczęło blokadę ekonomiczną Niemiec. Blokada ta nie była jednak tak efektywna jak ta realizowana podczas I wojny światowej, ponieważ Niemcy zyskały sojuszników w postaci Włoch i ZSRR. Trzy kraje bałtyckie – Estonia, Łotwa i Litwa – nie miały wyboru i musiały podpisać osobne pakty z ZSRR, które zezwalały wojskom sowieckim na stacjonowanie na ich terenach.
Niemcy oraz ZSRR kontynuowały ekonomiczną, militarną oraz polityczną współpracę rozpoczętą w połowie 1939 roku, którą dodatkowo zacieśniono poprzez zawarcie w 1940 kolejnej radziecko-niemieckiej umowy handlowej. Dzięki tej współpracy ZSRR stał się głównym dostawcą podstawowych surowców przemysłowych dla III Rzeszy w tym: ropy, manganu, miedzi, niklu, chromu, platyny, drewna oraz ziarna.
W zakresie współpracy wojskowej, w październiku 1939 radziecka delegacja rządowa została wysłana w podróż po niemieckich zakładach, w celu zaznajomienia się z nowymi konstrukcjami i organizacją produkcji (w jej skład wchodzili m.in. konstruktorzy lotniczy Aleksandr Jakowlew, Nikołaj Polikarpow i Arkadij Szwiecow). Analogiczna delegacja niemiecka zwiedzała radzieckie fabryki lotnicze w kwietniu 1941.

## Wymiana towarowa
W ramach różnych umów w latach 1940–1941 III Rzesza otrzymała od ZSRR:
- 1,5 mln ton ziarna
- 100 tys. ton bawełny
- 2 mln ton produktów naftowych
- 1,5 mln m³ drewna
- 280 tys. ton manganu
- 42 tys. ton chromu
- 350 tys. ton miedzi
- 1200 tys. ton wyrobów walcowanych
- 2700 tys. ton złomu metali kolorowych
- 30 tys. ton surowca kauczukowego

III Rzesza realizowała swoje zobowiązania w minimalnym stopniu – saldo wymiany na czerwiec 1941 wynosiło ok. 1 mld reichsmarek na niekorzyść ZSRR. Według części historyków Stalin tolerował ten stan rzeczy licząc na realizację planu inwazji Niemiec na Anglię (Operacja Lew Morski).
Dzięki tej umowie Niemcy mogli ominąć brytyjską blokadę gospodarczą. ZSRR stał się w tym okresie głównym partnerem gospodarczym III Rzeszy oraz najważniejszym eksporterem surowców dla niemieckiego przemysłu wojennego. Od czerwca 1940 import z ZSRR przekraczał 50% całkowitej sumy importu do Niemiec, a do momentu zerwania tej współpracy przez Hitlera wzrósł aż do 70%.